# Lee In-Jong
Lee In-Jong (2 d'agost de 1982) és una esportista sud-coreana que va competir en taekwondo, guanyadora de tres medalles de plata al Campionat Mundial de Taekwondo entre els anys 2007 i 2013.
Va participar en els Jocs Olímpics de Londres 2012, on va finalitzar cinquena en la categoria de +67 kg.

## Palmarès internacional
| Campionat del món | Campionat del món         | Campionat del món | Campionat del món |
| Any               | Lloc                      | Medalla           | Categoria         |
| ----------------- | ------------------------- | ----------------- | ----------------- |
| 2007              | Pequín ( R.P. de la Xina) | 2                 | –72 kg            |
| 2009              | Copenhaguen ( Dinamarca)  | 2                 | –73 kg            |
| 2013              | Puebla ( Mèxic)           | 2                 | –73 kg            |